# Не тъгувай!
„Не тъгувай!“ (на грузински: „არ იდარდო!“; на руски: „Не горюй!“) е съветски трагикомичен филм от 1969 година, режисиран от Георгий Данелия. Сценарият на Резо Габриадзе е свободна адаптация по романа на Клод Тилие „Моят чичо Бенжамен“, като действието е пренесено в Грузия в самото начало на 20 век. Главните роли се изпълняват от Вахтанг Кикабидзе, Серго Закариадзе, Софико Чиаурели, Анастасия Вертинска.

## Сюжет
След като завършва университета в Санкт Петербург, пълен с надежди и грандиозни планове, младият лекар Бенджамин Глонти се завръща в родния си град. Но животът е същият като преди заминаването му: семейството на сестра Софико се разраства, съпругът й Лука внимателно преписва документите от сутрин до вечер, като от време на време слиза в мазето, за да „преобърне“ чаша. И както преди, лутайки се без каквото и да прави, адвокатът на Додо „хваща“ всички. На Бенджамин започна да му липсва неговият неорганизиран живот. И тогава, за да оправи делата на брат си, Софико решила да го ожени за дъщерята на стар лекар...